# Gulfton (Houston)

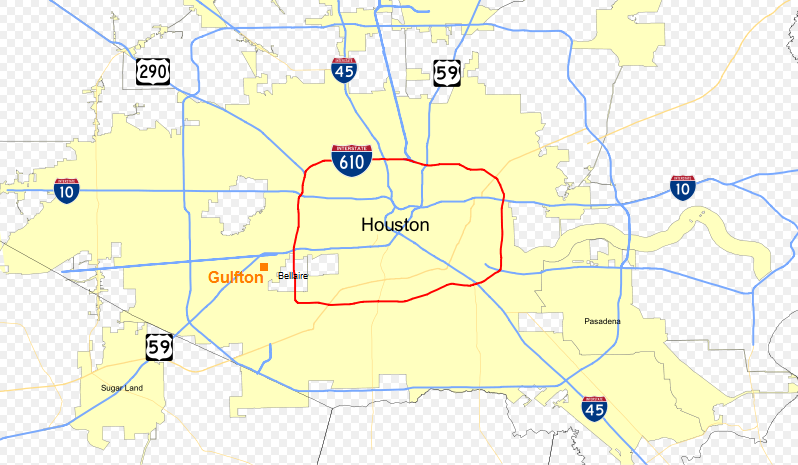
Ubicación de Gulfton en la Ciudad de Houston

Gulfton es un barrio en el suroeste de la ciudad de Houston en el estado de Texas (Estados Unidos). Tiene una superficie de 8,3 km² (3,2 millas cuadradas) e incluye un grupo de complejos de apartamentos con una población predominantemente hispanohablante con muchos inmigrantes. Se encuentra afuera de la carretera de circunvalación 610 y adentro de la carretera 8, al oeste de la ciudad de Bellaire, al este y al sur de la carretera 59, y al norte de Bellaire Boulevard.
En las décadas de 1960 y 1970 Gulfton se desarrolló, durante una era de prosperidad debida al aumento de precios del petróleo, con nuevos complejos de apartamentos construidos para atraer personas solteras y jóvenes que vinieron del Noreste y el Medio Oeste de Estados Unidos para trabajar en la industria petrolera. En la década de 1980, la economía disminuyó y salieron los habitantes del barrio, con la consecuencia de quiebra y ejecución hipotecaria para los complejos. Después los dueños de los complejos comercializaron los complejos a los inmigrantes nuevos y transformaron Gulfton en una comunidad inmigrante.

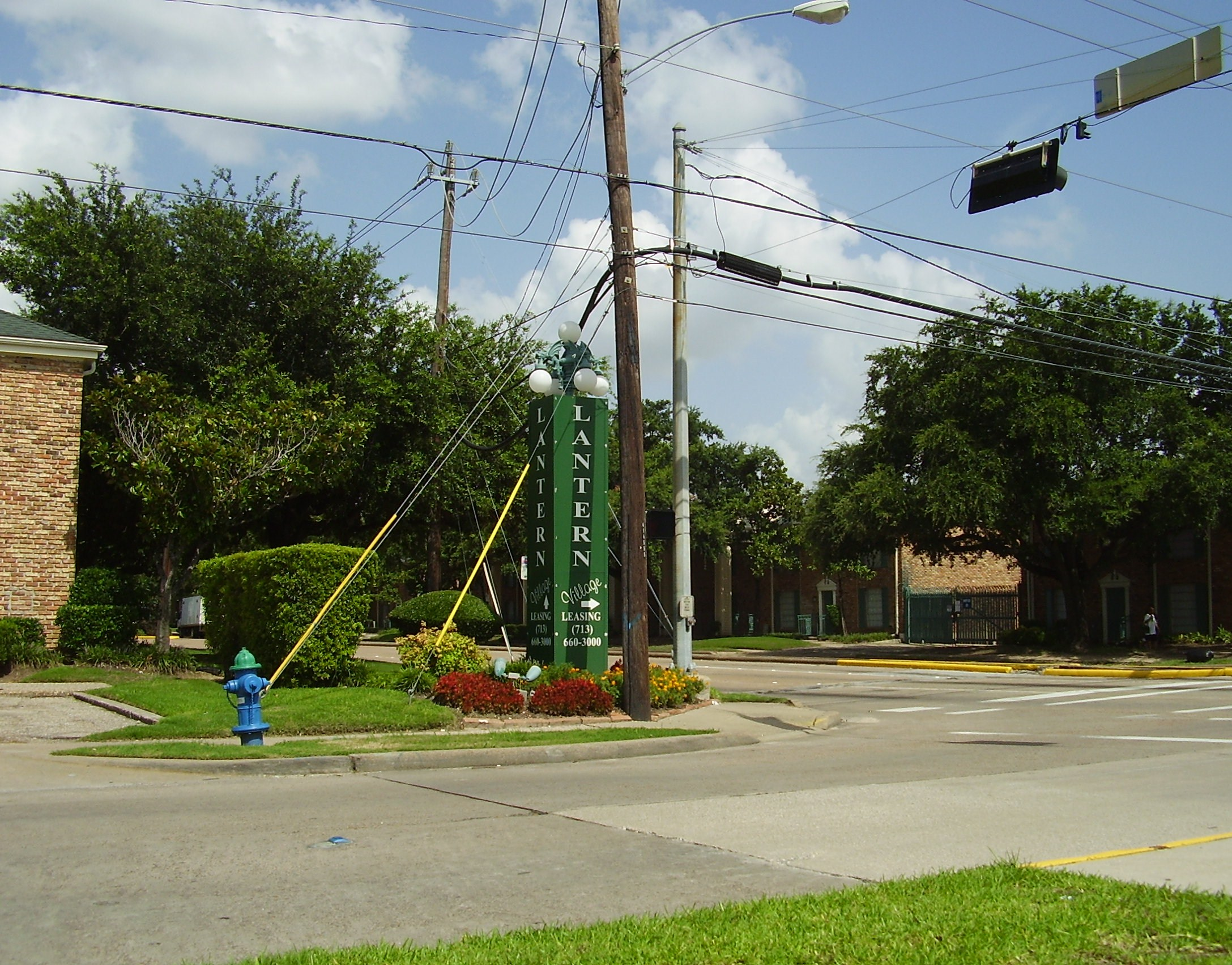
Los Apartamentos de Lantern Village, antiguamente los Apartamentos de Colonial House, ganó reconocimiento por anuncios en la televisión, antes de quiebra, ejecución hipotecaria, y cambio de nombre

En la década de 1980, creció la delincuencia y los colegios sufrieron de una alta población de estudiantes. La comunidad recibió el apodo «Gulfton Ghetto» (gueto de Gulfton). La ciudad de Houston reaccionó con el aumento en la presencia de la policía y el aumento en el número de colegios que sirve la zona.
En 2000, Gulfton tenía una población de 71 % latinoamericanos, que incluye muchos inmigrantes recientes de México y América Central, y fue una de las comunidades de población más densa en Houston. En la década de 1980 y después la comunidad ganó un campus del colegio comunitario (community college), dos escuelas primarias más, más rutas de autobús, una parque y centro de la comunidad, una biblioteca pública, un centro de detención de menores, y varios lugares de esparcimiento.

## Geografía

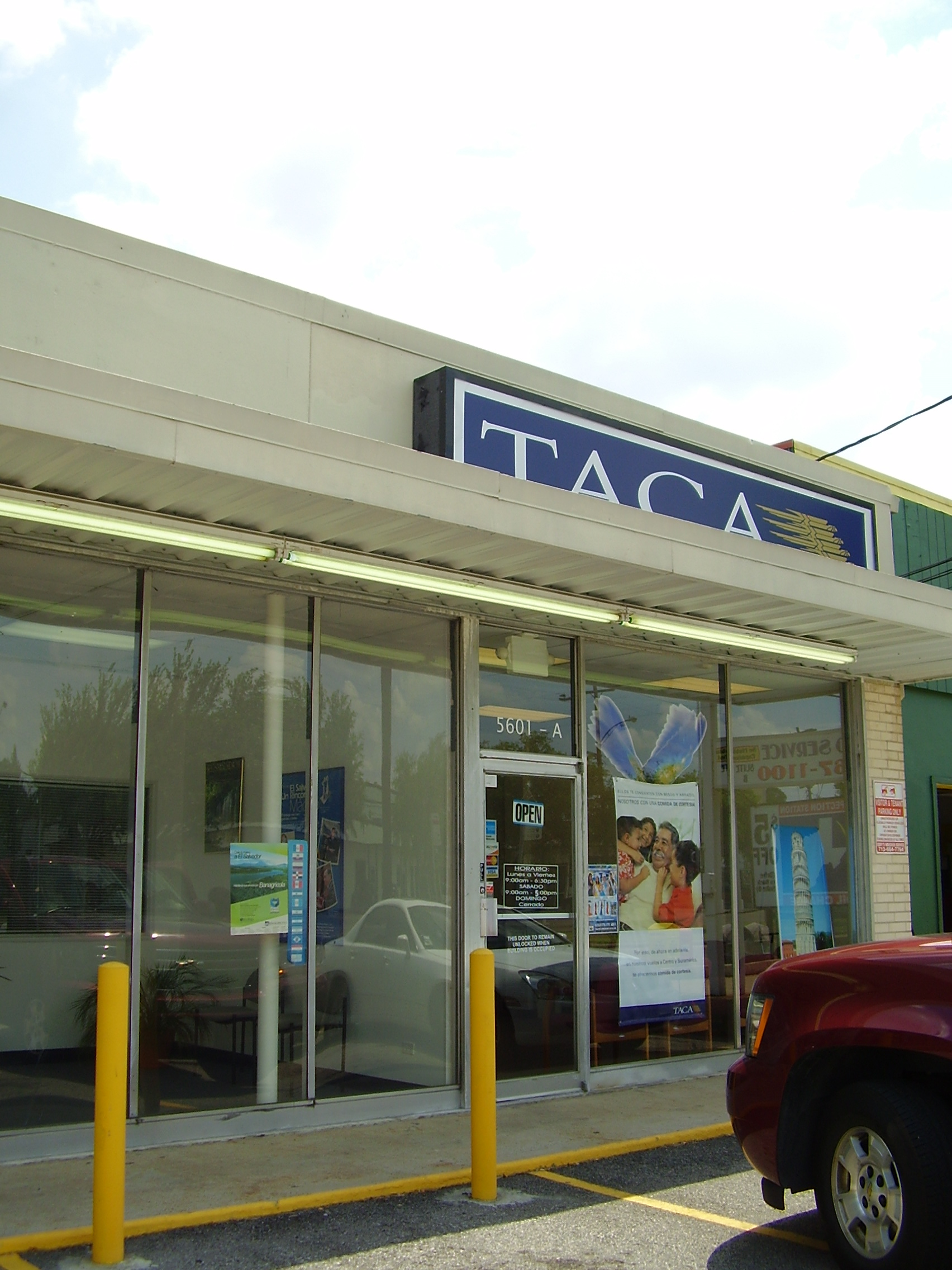
Una oficina del Grupo TACA al lado del Bellaire Boulevard en Gulfton

Gulfton se encuentra en el suroeste de Houston afuera de la carretera de circunvalación 610 y adentro de la carretera 8, al sur de Westpark Tollway, al norte de Bellaire Boulevard, y al este de Hillcroft Avenue. Gulfton está aproximadamente 16 km (10 millas) al suroeste del centro de Houston y 3 km (2 millas) al oeste del centro de la ciudad de Bellaire. Aproximadamente 90 % de las residencias son complejos de más que 15.000 apartamentos; Roberto Suro del Washington Post describió Gulfton como una "madriguera atestada". Los apartamentos se diseñaron para nuevos jóvenes que buscaban trabajo en Houston. En los 1970 un complejo incluía diecisiete piscinas, diecisiete jacuzzis, diecisiete cuartos de lavado, y dos casas comunales. Otros edificios en Gulfton son centros comerciales y oficinas de negocios. Los apartamentos contienen características específicas para adultos jóvenes y faltan características para familias. Desde 2005, Gulfton contiene más que cien piscinas semi-privadas, pero muchos se han rellenado con hormigón y por eso no están utilizable. Un informe de la Ciudad de Houston de los 2000 dice que los complejos de apartamentos [de Gulfton] son las características predominantes de la zona. John Nova Lomax del Houston Press describió Gulfton como más "feo" que un grupo de complejos de apartamentos en Broadway Street en el este de Houston. El diseño de las calles en Gulfton se diferencian del centro de Houston; dieciséis manzanas del centro pueden caber dentro de una manzana de Gulfton. Pocas partes de Gulfton tienen aceras. En 2005 el Consejo de la Región de Houston-Galveston (Houston-Galveston Area Council) identificó Gulfton como una de varias zonas de Houston que son más peligrosas para los peatones.

## Gobierno
El Departamento de Policía de Houston gestiona el Gulfton Storefront.

## Educación

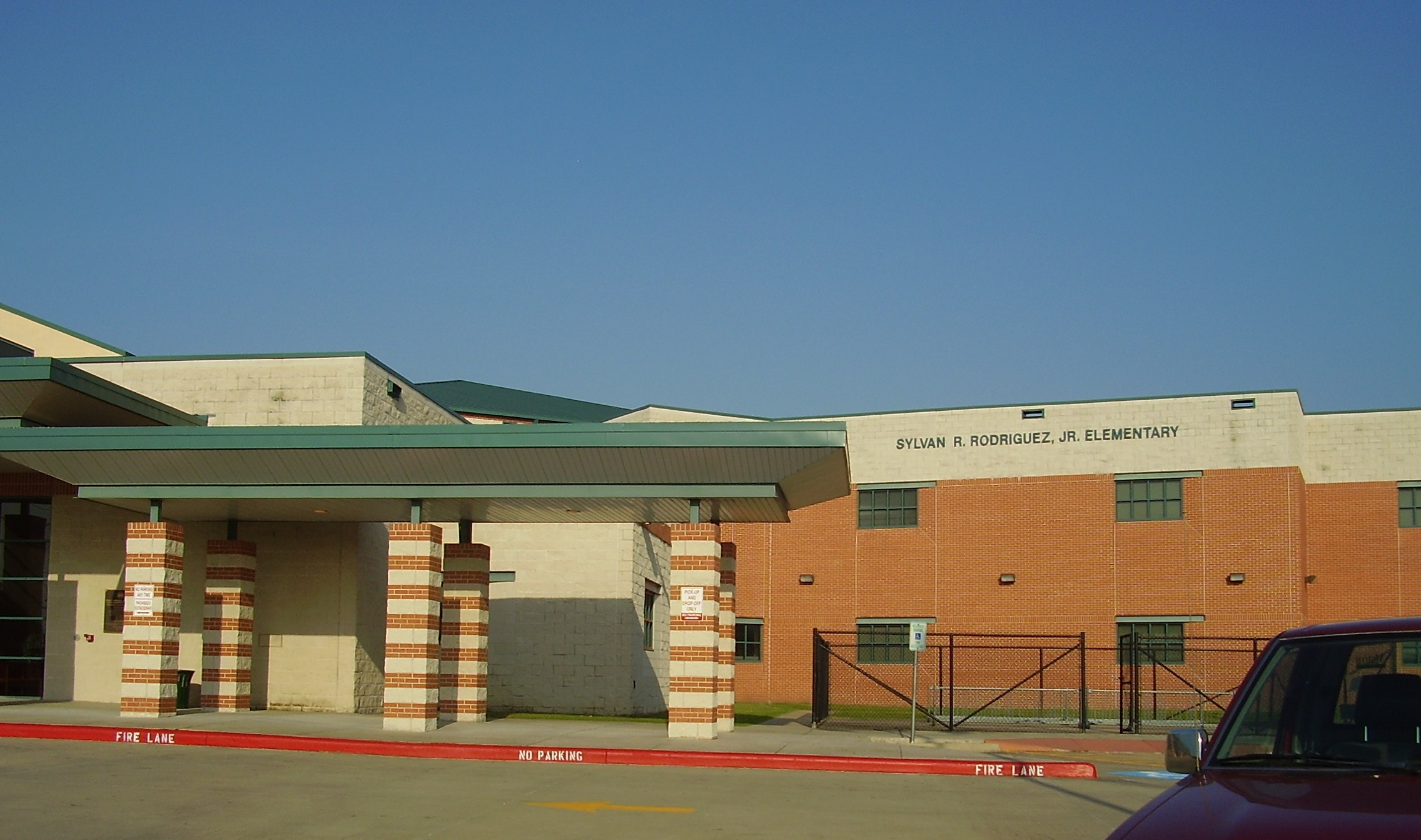
Escuela Primaria Rodríguez

El Distrito Escolar Independiente de Houston gestiona escuelas públicas. Las escuelas primarias públicas que sirven a Gulfton son Benavidez, Braeburn, Cunningham, y Rodríguez. La Escuela Secundaria Jane Long sirve a todas las áreas en Gulfton, y la Escuela Secundaria Pin Oak en Bellaire es una opción. La Escuela Preparatoria Margaret Long Wisdom (anteriormente la Preparatoria Robert E. Lee) sirve todas a las áreas en Gulfton. Las preparatorias Lamar y Westside son opciones.
Escuelas chárter en Gulfton son Amigos Por Vida Friends For Life Charter School (EN) y SER-Niños Charter School (EN).
El Houston Community College sirve Gulfton. Tiene el Gulfton Center.
La Biblioteca Pública de Houston gestiona la HPL Express Gulfton biblioteca.

## Galería

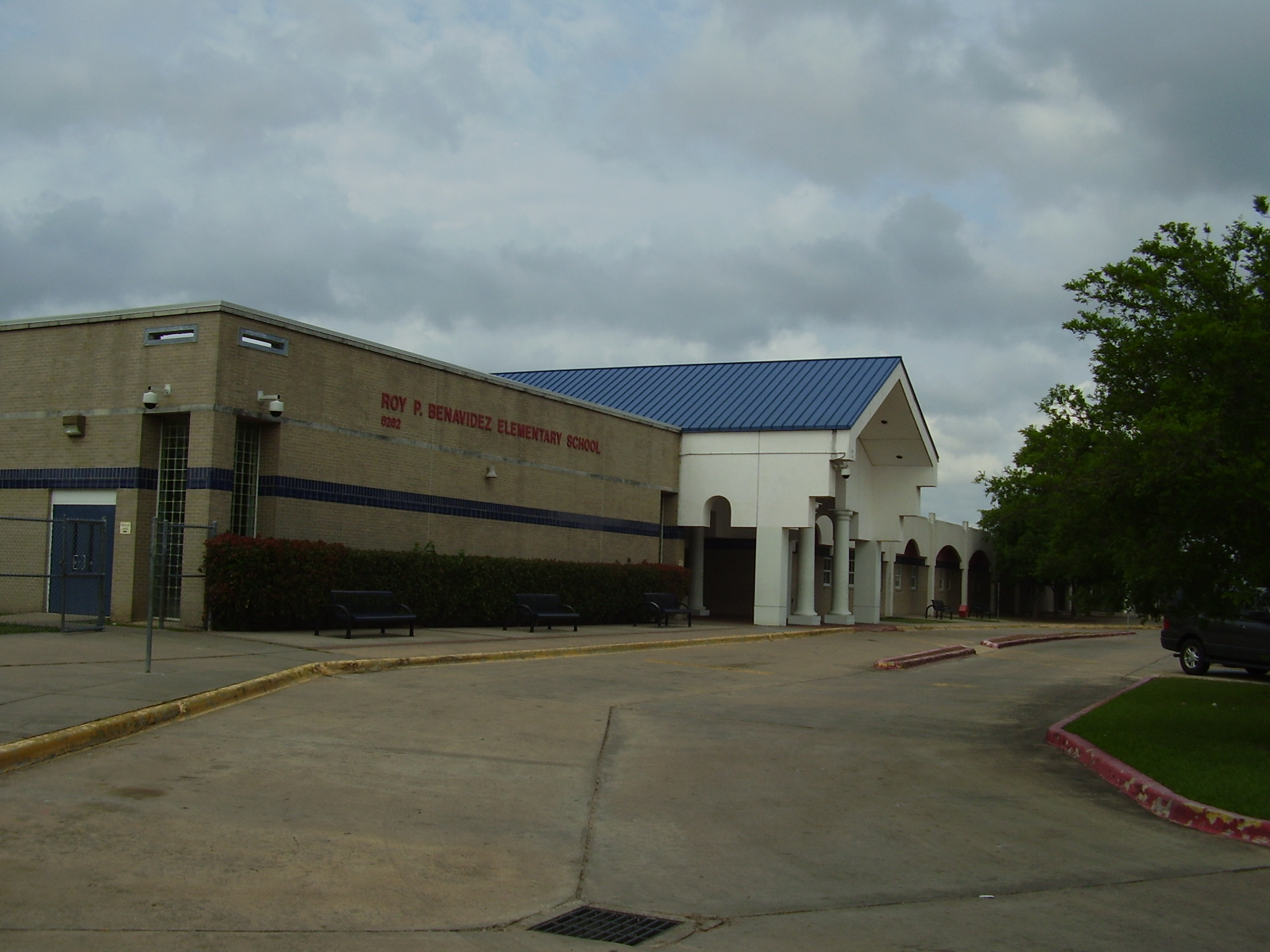
Escuela Primaria Benavidez
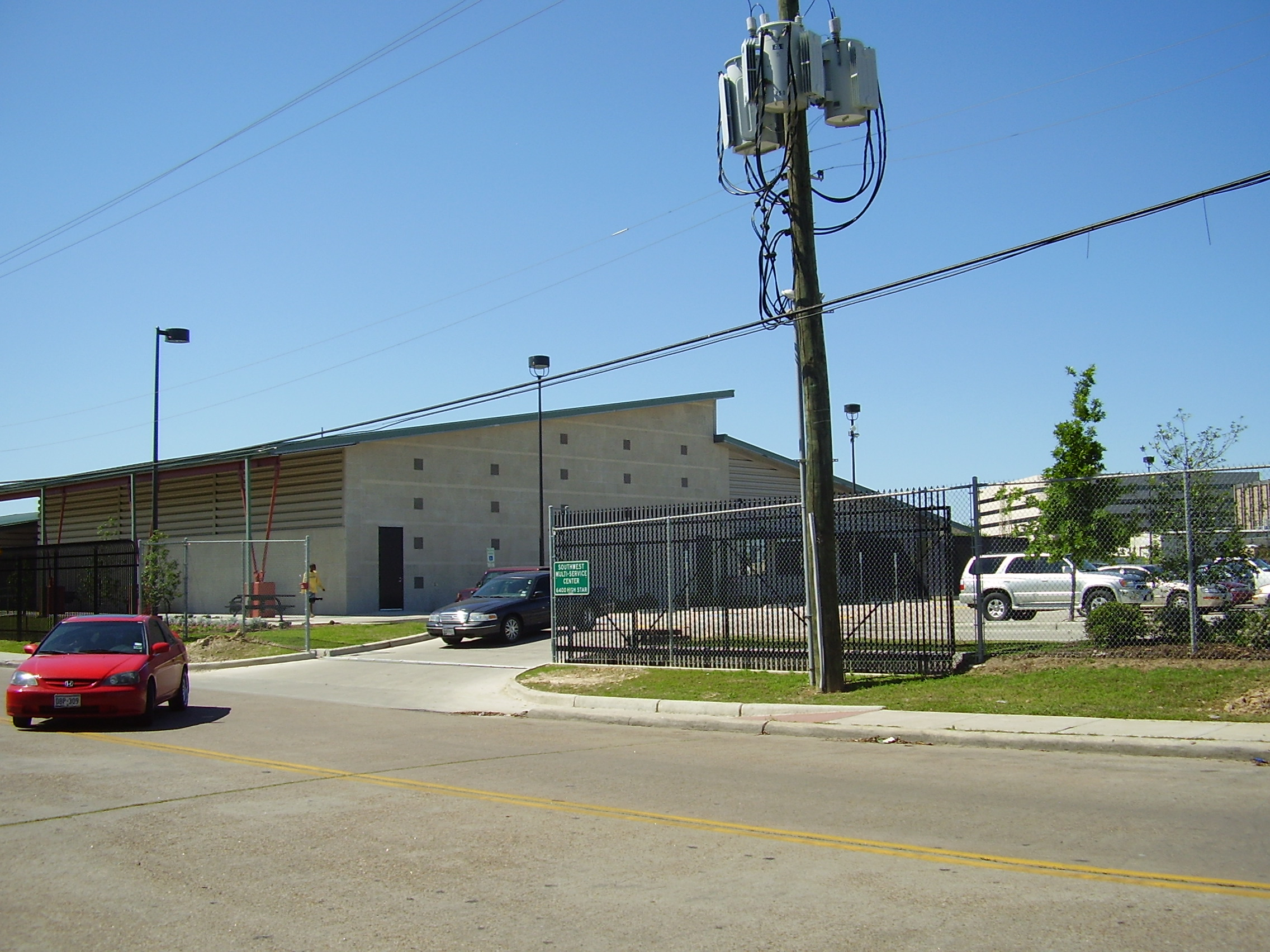
El Centro de Multi-Servicio Southwest tiene la Biblioteca HPL Express Southwest
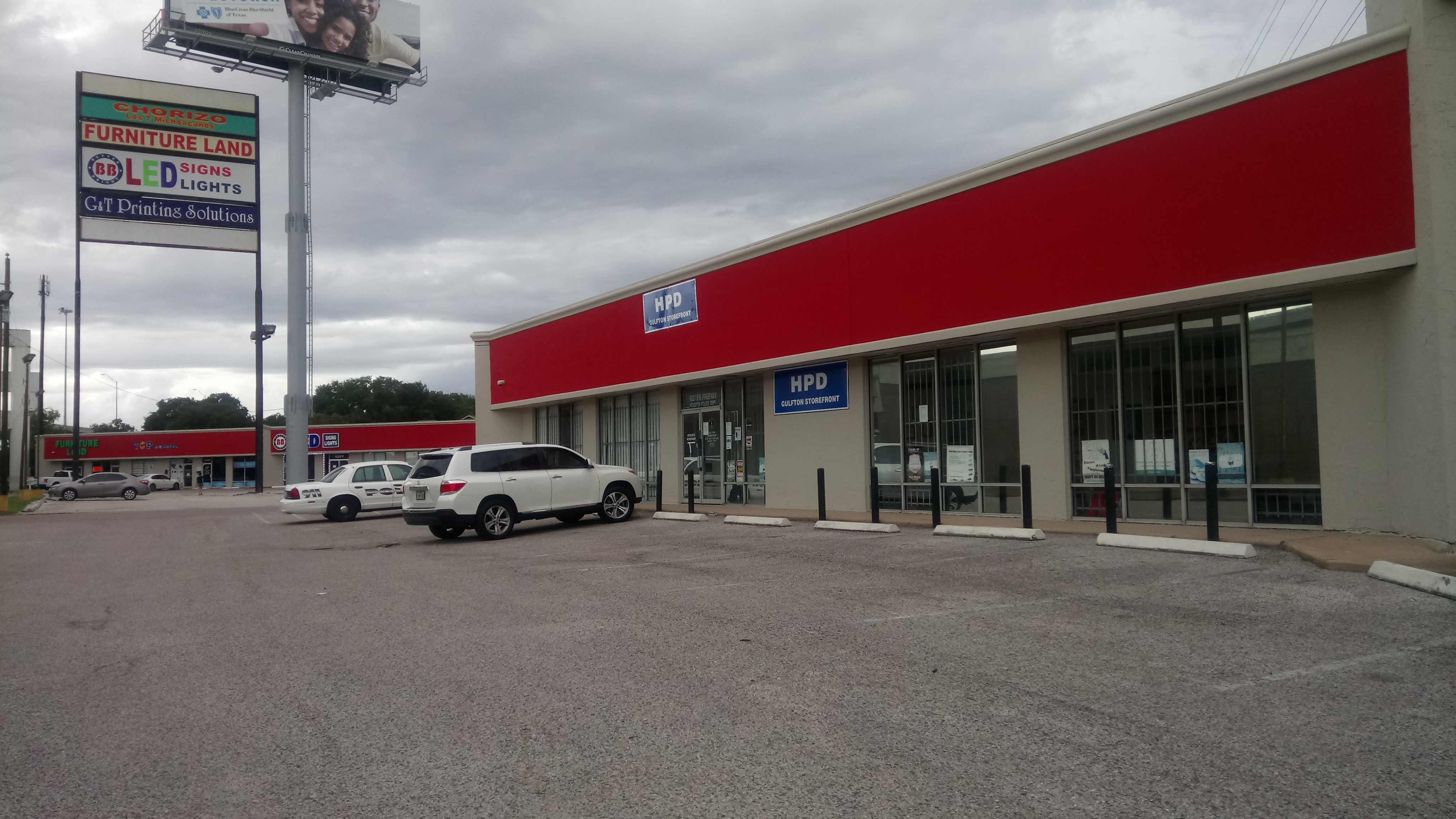
El Gulfton Storefront del Departamento de Policía de Houston